# North West Island (Capricorn Group)
North West Island är en ö i Australien. Den ligger i delstaten Queensland, omkring 480 kilometer norr om delstatshuvudstaden Brisbane. Arean är 1,2 kvadratkilometer. Den ligger på North West Island Reef i Capricorn Group. Den sträcker sig 1,0 kilometer i nord-sydlig riktning, och 1,8 kilometer i öst-västlig riktning.
Genomsnittlig årsnederbörd är 1 237 millimeter. Den regnigaste månaden är januari, med i genomsnitt 311 mm nederbörd, och den torraste är oktober, med 21 mm nederbörd.